# ميت بدر حلاوة
ميت بدر حلاوة إحدى قرى مركز سمنود التابع لمحافظة الغربية بجمهورية مصر العربية.

## التاريخ
قرية ميت بدر حلاوة من القرى القديمة، حيث وردت باسم «منية بدر الجمدارية» في أعمال السمنودية ضمن قرى الروك الصلاحي التي أحصاها ابن مماتي في كتاب قوانين الدواوين، كما وردت باسم «منية بدر الجمدارية» في أعمال الغربية ضمن قرى الروك الناصري التي أحصاها ابن الجيعان في كتاب «التحفة السنية بأسماء البلاد المصرية».
وردت باسم «منية بدر حلاوة» في التربيع العثماني الذي أجراه الوالي العثماني سليمان باشا الخادم في عصر السلطان العثماني سليمان القانوني ضمن قرى ولاية الغربية، وفي تاريخ 1228هـ/1813م الذي عدّ قرى مصر بعد المسح الذي قام به محمد علي باشا باسم «ميت بدر حلاوة». كانت القرية تتبع لمركز المحلة الكبرى فلما أنشئ مركز سمنود سنة 1935 ألحقت به.

## السكان
بلغ عدد سكان ميت بدر حلاوة 25,747 نسمة حسب تقدير عام 2018.
| السنة  | 1882 | 1947 | 1960 | 1976   | 1986   | 1996   | 2006   | 2018   |
| ------ | ---- | ---- | ---- | ------ | ------ | ------ | ------ | ------ |
| القرية | 4147 | 6971 | 9311 | 11,854 | 14,518 | 16,813 | 19,719 | 25,747 |